# Граденц
Граденц (словен. Gradenc) — поселення в общині Жужемберк, регіон Південно-Східна Словенія, Словенія. Висота над рівнем моря: 331,2 м.